# Glenborrodale
Glenborrodale är en by i Highland i Skottland. Byn är belägen 9 km 
från Salen. Orten har 102 invånare (2011).